# Prostheceraeus vittatus
Planaire blanche, Grande planaire rayée
Espèce
Prostheceraeus vittatus, la Planaire blanche ou Grande planaire rayée, est une espèce de vers plats  du genre Prostheceraeus (famille des Euryleptidae). 

## Description
Le corps de Prostheceraeus vittatus est elliptique, légèrement arrondi en avant et effilé en arrière. Il peut atteindre 5 cm de longueur et 2,5 cm de largeur. Sa surface dorsale peut être jaunâtre ou blanchâtre. 
Une ligne longitudinale médiane sombre s'étend de l'extrémité antérieure à la région postérieure. Plusieurs lignes similaires partent de la région antérieure pour s'unir postérieurement à la ligne longitudinale médiane. 
L'animal est aplati dorso-ventralement avec une marge ondulée, qui se transforme en une paire de tentacules à l'extrémité antérieure (d'où le nom du genre Prostheceraeus, soit "qui a des cornes (κέρας) vers l'avant (πρόσθεν)". Les tentacules portent de nombreux yeux simples et d'autres yeux se trouvent juste derrière l'organe cérébral. La bouche est située près de l'organe cérébral. Le tronc intestinal s'étend à l'extrémité postérieure du corps, se sépare en trois en avant et dégage plusieurs paires de branches latérales, dont les branches secondaires s'anastomosent librement,.

## Distribution
Prostheceraeus vittatus se retrouve de la Scandinavie jusqu'en Méditerranée orientale. Il est répandu sur les côtes françaises (Manche, Atlantique, Méditerranée).

## Écologie
Il habite les zones intertidales à des profondeurs de 5 à 50 m, et se cache entre les rochers, sous les algues ou dans des colonies d'ascidies.
Comme les autres planaires, Prostheceraeus vittatus est carnivore, se nourrissant d'ascidies telles que Diazona violacea et de petits invertébrés.

## Systématique
Le nom valide complet (avec auteur) de ce taxon est Prostheceraeus vittatus (Montagu, 1815).
Prostheceraeus vittatus a pour synonymes :
- Eurylepta cristata (Quatrefage, 1845)
- Eurylepta vittata (Montagu, 1815)
- Nautiloplana cristata (Quatrefage, 1845)
- Planaria vittata Montagu, 1815 : nom originel (famille des Planariidae)
- Proceros cristatus Quatrefage, 1845
- Prostheceraeus cristatus (Quatrefage, 1845)